# (5102) Benfranklin
(5102) Benfranklin est un astéroïde de la ceinture principale.

## Description
(5102) Benfranklin est un astéroïde de la ceinture principale. Il fut découvert par Antonín Mrkos le 2 septembre 1986 à l'observatoire Klet'. Il présente une orbite caractérisée par un demi-grand axe de 2,8001 UA, une excentricité de 0,1960 et une inclinaison de 8,1240° par rapport à l'écliptique.
Il fut nommé en hommage à l'imprimeur, éditeur, écrivain, naturaliste, inventeur et homme politique américain, Benjamin Franklin.

## Compléments